# Tabanus longipennis
Tabanus longipennis är en tvåvingeart som beskrevs av Macquart 1834. Tabanus longipennis ingår i släktet Tabanus och familjen bromsar. Inga underarter finns listade i Catalogue of Life.